# Zkušenost
Zkušenost (od „zkusiti“) se používá v několika významech:
- nabytá dovednost, získaná dlouhodobou praxí: „zkušený lékař“, „životní zkušenost“;
- výsledek obvykle smyslového vnímání, zdroj poznání, který ještě nemusí být formulován slovy: „zkušenost červené barvy“;
- trvalý výsledek zážitku nebo prožitku: vnitřní zkušenost, náboženská zkušenost;
- empirie – výsledek řízeného a opakovatelného pozorování, zejména v empirických vědách.

Ve všech případech se klade důraz na bezprostřednost vlastní zkušenosti v protikladu například k věcem naučeným, vyslechnutým od jiných nebo přečteným. Potud je zkušenost v pravém slova smyslu nepřenositelná a jen obtížně sdělitelná. Na druhé straně je učení vlastními zkušenostmi nákladné nebo i nebezpečné, a proto se lidé daleko častěji řídí příkladem nebo radou jiných, vyzkoušeným společenským zvykem, než aby riskovali nezdar a vlastní zkušenost.
| „             | Zkušenost je drahá škola, ale hlupáci se jinde učit nechtějí. | “ |
| — B. Franklin |                                                               |   |

Z tohoto hlediska lze hovořit i o kolektivní zkušenosti, zásobě osvědčených vzorů jednání, příběhů, jazykových obratů a pojmů, v nichž členové určitého společenství využívají zkušenosti jiných. Každý přirozený jazyk je tak výsledek staleté zkušenosti určitého národa (Gadamer).

## Zkušenost ve filosofii
Už starověcí filosofové si všimli, že základní zdroj poznání není totéž co počitky jednotlivých smyslů, neboť tyto vjemy nebo počitky se navzájem doplňují a podporují. Aristotelés, scholastika i Kant proto mluví o „společném smyslu“ (sensus communis), který skládá vjemy různých smyslů a vytváří tak smyslovou zkušenost nějaké události, věci a podobně. Takovou zkušenost si člověk může pamatovat, porovnávat s jinými, pokusit se ji vyjádřit slovy a v tomto smyslu je zdrojem lidského poznání.
| „                | Ze smyslů pochází lidské poznání. | “ |
| — Tomáš Akvinský |                                   |   |

Novověký empirismus (Francis Bacon, John Locke, David Hume) zdůraznil opět význam smyslového vnímání proti racionalismu, zároveň však přehlédl otázku podmínek poznání. Proti tomu postavil Immanuel Kant svou transcendentální filosofii a teorii poznání, kde je ústředním pojmem právě zkušenost. Kant především ukázal, že samotné počitky k poznání nestačí: dokonce i smyslový vjem je možný jen někde a někdy a tedy už předpokládá kategorii prostoru a času. Teprve pamatovaný, kriticky zpracovaný vjem tvoří zkušenost a tak i nutný předpoklad aposteriorního poznání.
Na druhé straně je rozumové čili apriorní poznání vždycky tautologické, takže pouze zkušenostní poznání přináší něco nového. V moderní epistemologii se obě stránky poznání kombinují: každé poznání už předpokládá nějaké vědění, na jehož základě si člověk klade otázky, případně tvoří hypotézy a navrhuje experimenty. Ty se však potom musí podrobit soudu zkušenosti v přesném pozorování nebo experimentu.